# 施維洛湖

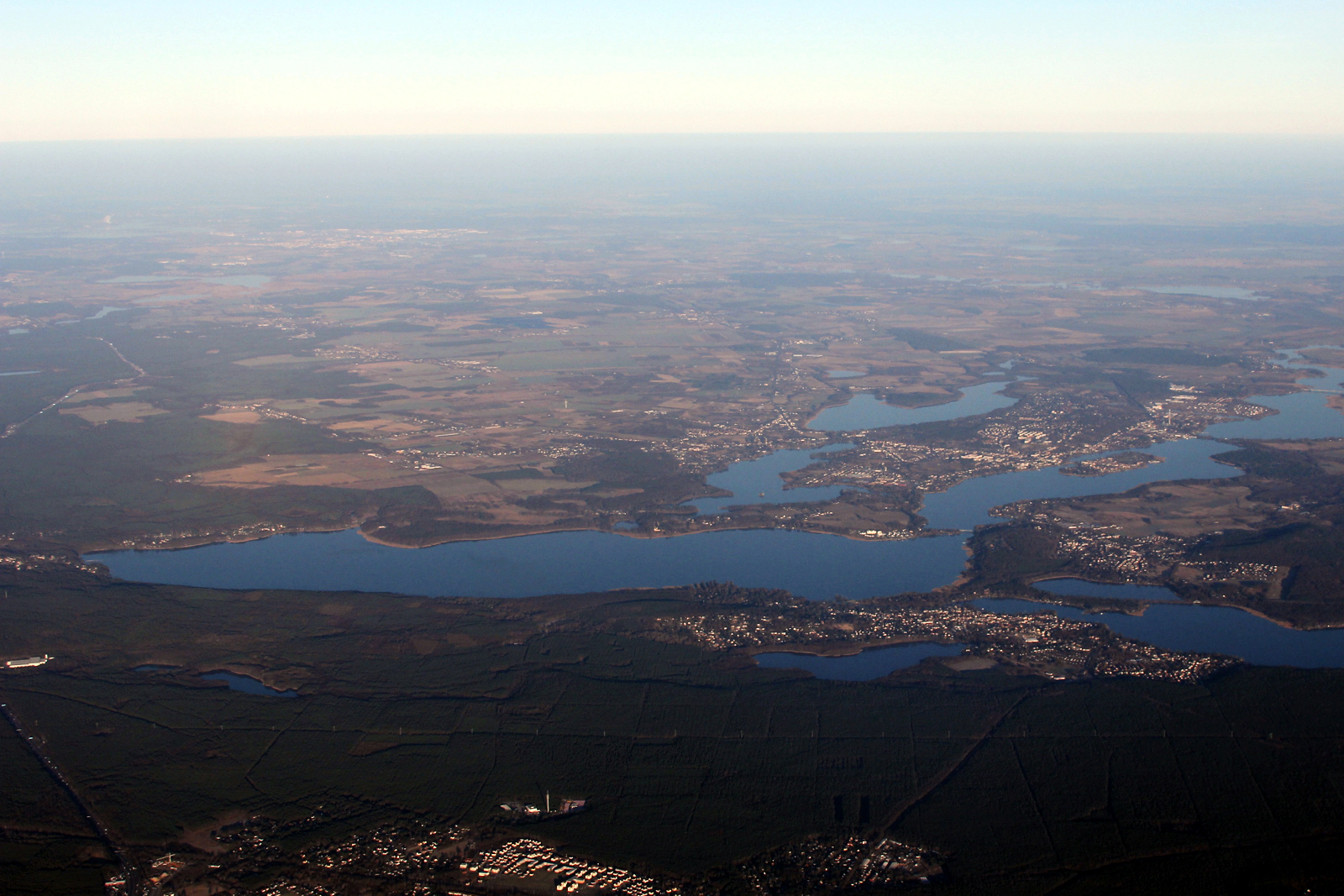

52°20′11″N 12°57′18″E / 52.33639°N 12.95500°E
施維洛湖（德語：Schwielowsee），是德國的湖泊，位於該國東北部，由勃蘭登堡州負責管轄，處於波茨坦-米特爾馬克縣，長5.4公里、寬2公里，面積7.9平方公里，海拔高度29米，平均水深2.8米，最大水深9.1米。